# Scarlett Bordeaux
Elizabeth Chihaia, meglio conosciuta con i ring name Scarlett Bordeaux o semplicemente Scarlett (Chicago, 13 maggio 1991), è una wrestler statunitense.

## Biografia
Elizabeth Chihaia è nata a Edgewater, un quartiere di Chicago (Illinois), ma ha vissuto con i nonni in Romania fino all'età di quattro anni. Fin da piccola si è appassionata al canto, tanto da entrare a far parte del coro della scuola quando frequentava la Carl Sandburg High School di Orland Park (Illinois). Dopo le scuole superiori si è iscritta al Columbia College, laureandosi in teatro musicale.
In un'intervista del luglio 2014 ha citato Awesome Kong, Gail Kim e Lita come le sue wrestler preferite di sempre.

## Carriera

### Circuito indipendente (2012–2018)

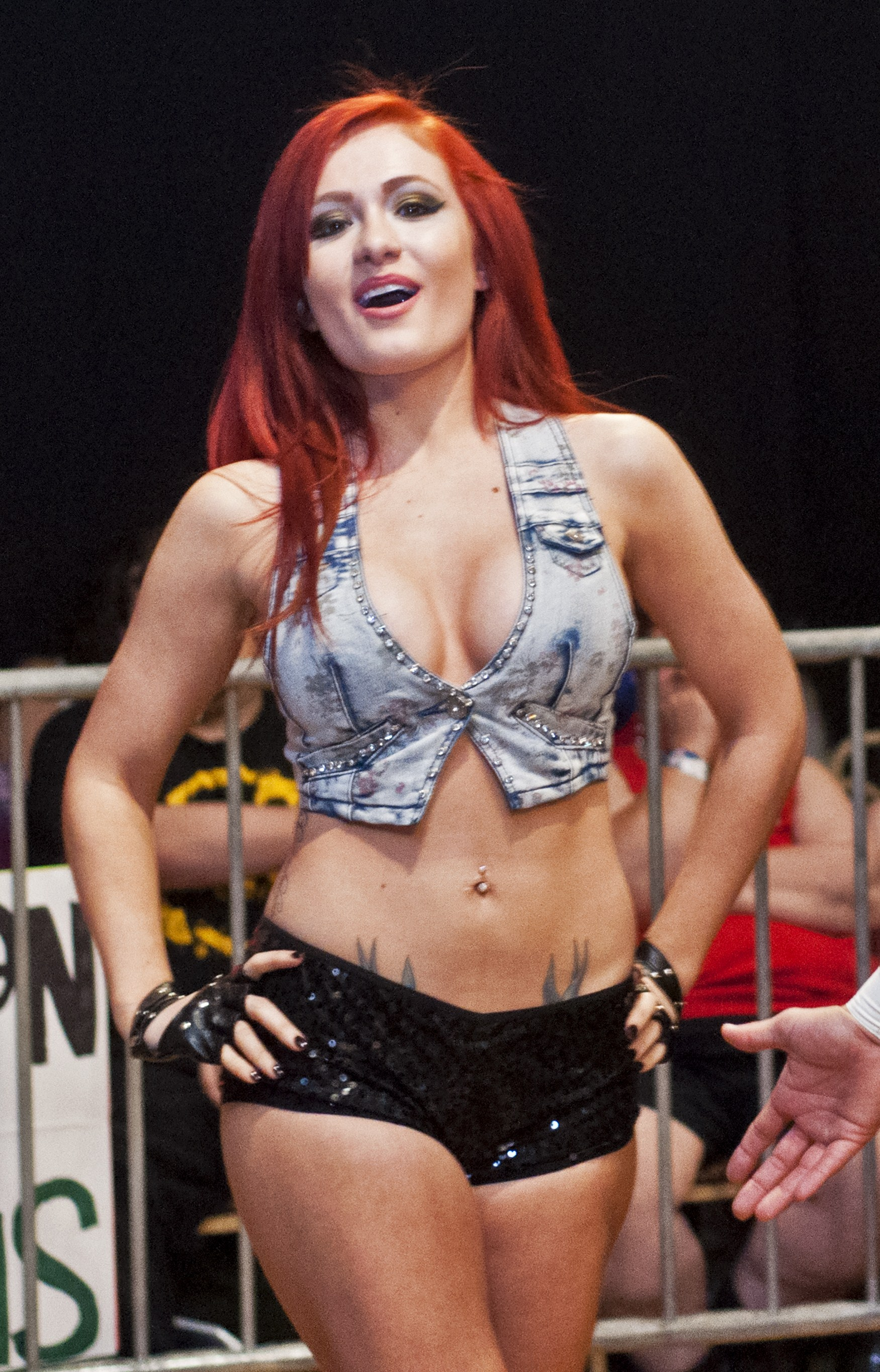
Scarlett Bordeaux nel 2012

Scarlett Bordeaux fa il suo debutto il 27 aprile 2012 durante un evento della CSW Southside Showdown, battendo Angel. Il 17 agosto, la Bordeaux viene sconfitta da Angel in un rematch. L'11 maggio, Scarlett lotta per la IWA-Unlimited dove subisce la prima sconfitta contro Angelus Layne. Il 1º dicembre, debutta nella Great Lakes Championship Wrestling perdendo contro Melanie Cruise. Durante questo periodo, Scarlett Bordeaux adotta la gimmick di una prima donna superficiale. La Bordeaux fa il suo debutto nella Chikara quando ha iniziato a presentare "The Throwdown Lowdown", e nella sua prima volta ha intervistato 2 Cold Scorpio. Da quale momento, la Bordeaux ha continuato a presentare "The Throwdown Lowdown". Scarlett fa il suo ritorno nella Chikara il 13 marzo 2013 come l'ospite di "The Throwdown Lowdown" rimpiazzando Natali Morris. La Bordeaux svole il ruolo con grande padronanza, rivelanzo notizie scottanti e allo stesso tempo svolgere interviste.
La Bordeaux, in kayfabe, lascia la AAW: Professional Wrestling Redefined quando si ritiene stanca di oggettificarsi per dare piacere agli spettatori per farsi notare facendo così in modo di essere usata. Durante l'evento della AAW One Twisted Christmas del 29 dicembre 2012, Shane Hollister ha sconfitto Colt Cabana. La stipulazione di questo match prevedeva che nel caso in cui Cabana avesse vinto, avrebbe ottenuto Scarlett per una settimana. La Bordeaux e Hollister vengono coinvolti in una faida che Eddie Kingston aveva con Silas Young, offrendo Dan Lawrence e Markus Crane come bodyguard in ordine di fargli accettare di essere il suo tag-team partner, che è poi avvenuto ad AAW: EPIC – The 10th Anniversary Show il 24 marzo 2013, dove hanno perso nonostante le interferenze della Bordeaux e Jordynne Grace. Scarlett ed Hollister interrompono ACH durante AAW's Bound for Hate il 20 giugno, scatenando una guerra psicologica. Scarlett è apparsa ad AAW: Pro Wrestling Redefined's Point of No Return, interferendo durante un match valevole per l'AAW Heavyweight Championship in favore di Shane Hollister, ma viene colpita con una spear da Jimmy Jacobs permettendo poi ad Hollister di ottenere la vittoria.
Il 15 luglio 2016, la Bordeaux è stata sconfitta da Samantha Heights. Il 31 marzo 2018, Scarlett ha sconfitto Kylie Rae. Il 5 maggio, la Bordeaux ha sconfitto Shotzi Blackheart. Il 25 maggio, Scarlett viene sconfitta da Kylie Rae in un rematch. Il 23 giugno, Scarlett ha sconfitto Savanna Stone. Il 4 agosto, la Bordeaux ha la meglio su Allie Kat.Il 29 settembre, la Bordeaux viene sconfitta per la seconda volta da Kylie Rae. Il 26 ottobre, Scarlett fa squadra con Kimber Lee battendo Kylie Rae e Marti Belle.
Il 14 ottobre 2017, fa il suo debutto nella Stardom, dove fa coppia con Chardonnay battendo Natsuko Tora e Shiki Shibusawa. Dopo aver lottato insieme in diversi tag team match, Scarlett affronta Chardonnay in un match singolo il 12 novembre, dove viene sconfitta. Il 22 dicembre, la Bordeaux viene sconfitta dalla AWS Women's Champion Kris Wolf in un match titolato.

### Ring of Honor (2013–2014)

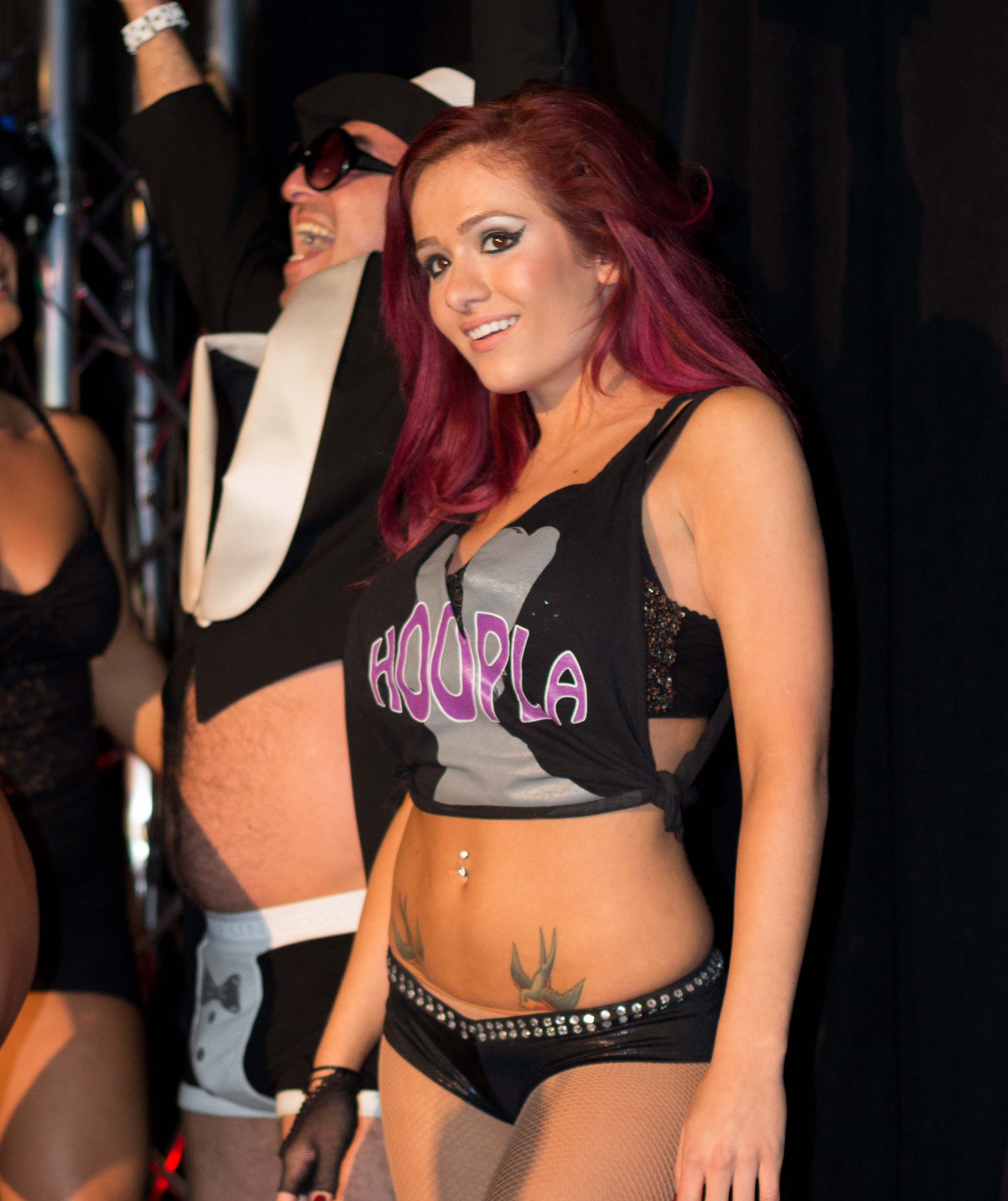
Scarlett Bordeaux nel 2013

Scarlett fa il suo debutto nella Ring of Honor facendo un'apparizione durante l'11º Anniversary Show il 2 marzo 2013 stabilendosi come heel, accompagnando il nuovo membro della The House of Truth Matt Taven insieme a Truth Martini nel suo match contro Adam Cole per il ROH World Television Championship. Da quel momento, Scarlett e Seleziya Sparx, conosciute come le Hoopla Hotties, iniziano ad accompagnare Taven durante i suoi match. La Bordeaux fa il suo debutto sul ring durante la puntata del 6 aprile, dove compete in un Four Corners "Women of Honor" match contro Cherry Bomb, MsChif e la vincitrice Athena, che effettua il pin vincente sulla Bomb dopo la O-Face. Nella puntata del 30 aprile, Scarlett aiuta Taven durante un match contro ACH distraendo l'arbitro, aiutandolo ad ottenere una vittoria. Al pay-per-view Border Wars, le Hoopla Hotties accompagnano Matt Taven durante il suo match valevole per il ROH World Television Championship contro Mark Briscoe, riuscendo a vincere la cintura dopo le varie distrazioni della Bordeaux. Durante il pay-per-view Night of Hoopla, la Bordeaux viene inserita in un numero della "Hoopla Hoties" includendo la "Take Your Pants Off Dance-Off." performando la H.O.T. National Anthem ed interferendo in un triple-treat match favorendo Taven. Nella puntata del 14 settembre, Scarlett viene vietata ad accompagnare Taven durante il suo Ring of Honor World Championship Tournament match quando il commentatore Nigel McGuinness rivela che la Bordeaux non ha una vera e propria licenza per fare la manager, forzandola a farla restare a ringside. Durante il pay-per-view Glory by Honor XII, Scarlett e Kasey Ray cercano di distrarre Jay Lethal durante un Champions vs All-Stars 8-Man Tag Team Elimination Match, ma falliscono nell'intento e Ray viene fatto schiantare attraverso un tavolo.
Dopo aver perso il titolo contro Tommaso Ciampa, Taven effettua un turn face e allontana Truth Martini, concludendo l'alleanza con Martini e la stessa Bordeaux. Dopo che la House of Truth cessa di esistere all'inizio del 2014, Scarlett chiude anche le 'Hoopla Hottie' ed inizia a fare da ring announcer con Bobby Cruise durante gli episodi della ROH ed i live events. A seguito dei suoi servigi, Scarlett annuncia il 12º Anniversary Show della ROH, un momento che poi annuncerà essere uno dei preferiti della sua carriera insieme al suo debutto sul ring e il suo tempo come "Hoopla Hottie". Durante il pay-per-view ROH Unauthorized presents: "Michael Bennett's Bachelor Party", Scarlett fa squadra con Taeler Hendrix e "Crazy" Mary Dobson perdendo contro il team composto da Veda Scott, Heather Patera e Leah von Dutch, dopo che la Scott effettua il pin vincente sulla Bordeaux dopo un back-drop driver.

### WWE (2014–2015)
Scarlett Bordeaux fa la sua prima apparizione in WWE come uno dei membri dei Rosebuds di Adam Rose durante il pay-per-view Payback il 1º giugno 2014. La Bordeaux ha poi dichiarato che ha lavorato come una Rosebud per almeno altre quindici volte fino al marzo 2015. Scarlett ha fatto un'altra apparizione speciale in WWE durante la puntata di Raw del 26 dicembre, dove è stata sconfitta da Nia Jax in uno squash match.

### Impact Wrestling (2018–2019)

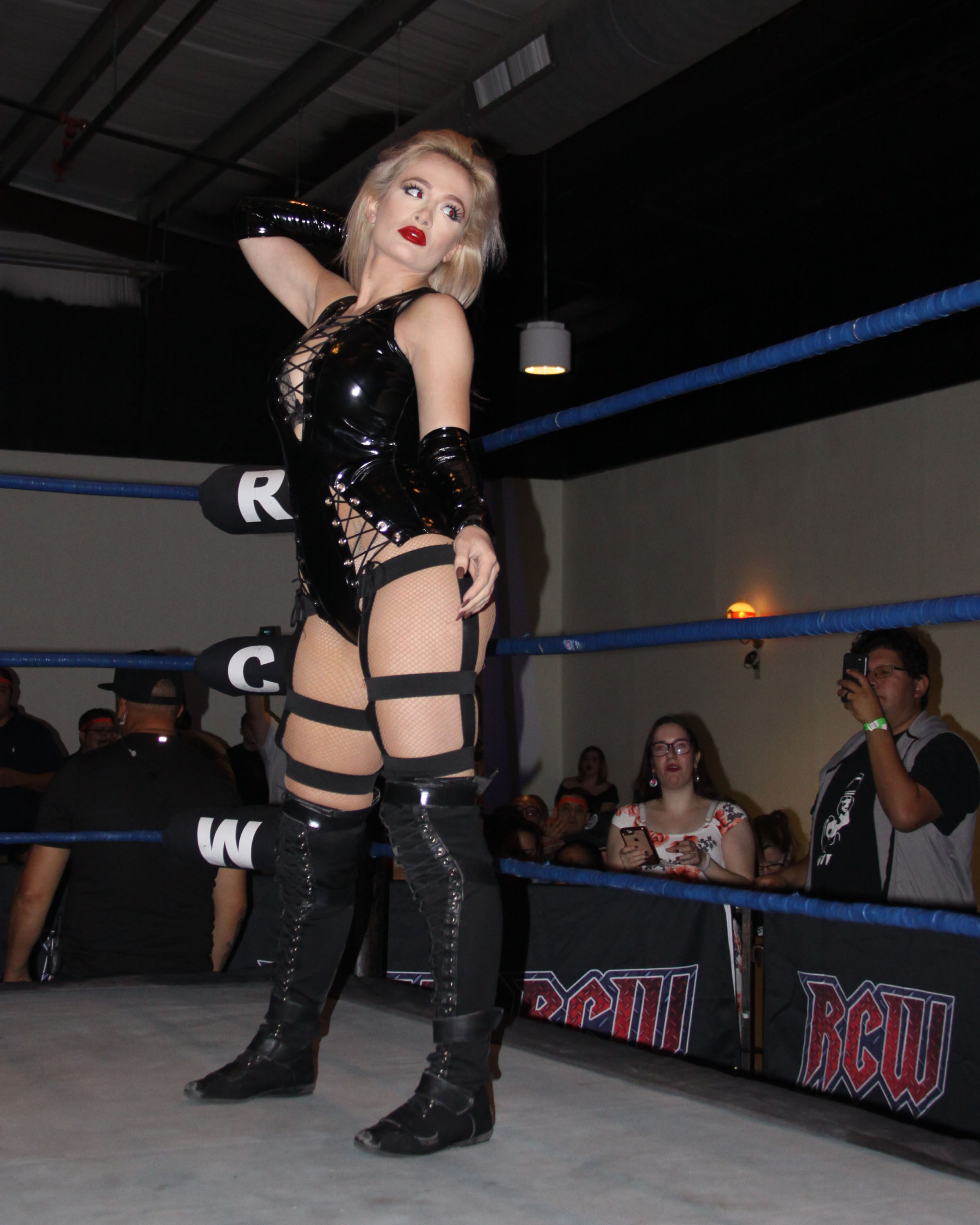
Scarlett Bordeaux nel 2018

Nella puntata di Impact del 26 luglio 2018, fa il suo debutto per la compagnia durante un'intervista con Alicia Atout. Scarlett utilizza la gimmick di una tentatrice sexy, e si soprannonima con la Smoke Show. Nella puntata di Xplosion del 18 agosto, avviene il suo debutto in uno show secondario, dove la Bordeaux viene sconfitta da Katarina Leigh. Nella puntata di Impact del 29 marzo 2019, fa il suo debutto ufficiale televisivo sul ring battendo Glenn Gillbertti. Nella puntata di Impact del 20 aprile, la Bordeaux fa squadra con Fallah Bahh battendo le Desi Hit Squad. Con la Bahh a suo fianco, la Bordeaux compete nel suo primo match in un pay-per-view a Rebellion, dove ha la meglio su Rohit Raju. Nel mese di giugno, viene riportato che la Bordeaux ha chiesto di essere rilasciata dalla compagnia. Il 18 giugno, Impact Wrestling annuncia che Scarlett Bordeaux è stata svincolata dal suo contratto.
Con l'inizio della collaborazione fra Impact e la Lucha Libre AAA Worldwide, il 7 settembre 2018 la Bordeaux fa il suo debutto a Cancún, facendo squadra con Keyra e La Hiedra battendo Lady Shani, Lady Maravilla e Vanilla Vargas. Il 28 ottobre ad Héroes Inmortales XII, la Bordeaux compete in un Four-way match per il AAA Reina de Reinas Championship contro Star Fire, Keyra e Faby Apache, contesa vinta da quest'ultima. Il 2 dicembre a Guerra de Titanes, la Bordeaux compete in un Four-way match per il AAA Reina de Reinas Championship contro la campionessa Faby Apache, La Hiedra e Lady Shani, dove la Shani si laurea come nuova campionessa.
Il 3 agosto 2019 a Triplemanía XXVII, la Bordeaux fa squadra con Sammy Guevara per il AAA World Mixed Tag Team Championship contro Australian Suicide & Vanilla Vargas, i campioni Niño Hamburguesa & Big Mami e Lady Maravilla & Villano III Jr., dove questi ultimi vengono coronati nuovi campioni. Dopo essere stata rilasciata da Impact, Scarlett smette di apparire negli eventi Lucha Libre AAA Worldwide.

### WWE (2019–2021)
Nel settembre del 2019 ha preso parte ad un tryout privato al WWE Performance Center in Orlando, Florida. Due mesi più tardi, la WWE ha annunciato che Scarlett Bordeaux ha firmato un contratto con la compagnia e che sarà mandata ad allenarsi nel WWE Performance Center lo stesso mese, e prenderà parte al roster di NXT.
Nella puntata di NXT del 25 marzo 2020, avviene il debutto attraverso un promo di Scarlett e del suo fidanzato Killer Kross (ingaggiato dalla WWE il mese precedente), interrompendo il confronto sul ring fra i due rivali Johnny Gargano e Tommaso Ciampa con il CEO Triple H, dopo diverse settimane di strane vignette che si sono poi rivelate indicare loro. Nella puntata di NXT dell'8 aprile, Scarlett e Killer Kross appaiono appostati in auto mentre Candice LeRae e suo marito Johnny Gargano abbandonano l'arena, dopo che quest ultimo ha sconfitto Tommaso Ciampa in un match grazie all'interferenza della moglie. Nella puntata di NXT del 15 aprile, Scarlett e Killer Kross, adesso con il ring name di Karrion Kross, attaccano brutalmente Tommaso Ciampa durante un suo promo nel backstage, stabilendosi quindi come heel. Nella puntata di NXT del 22 aprile, viene mandato in onda un filmato che mostra l'attacco di Karrion Kross ai danni di Tommaso Ciampa, in sottofondo c'è la voce di Scarlett che avverte tutti del caos che sta arrivando. Nella puntata di NXT del 29 aprile, Scarlett avverte che la settimana successiva, Karrion Kross farà il suo debutto ufficiale. Nella puntata di NXT del 6 maggio, Scarlett e Karrion Kross fanno la loro prima ufficiale apparizione nello show giallo, dove lo accompagna nel suo match vinto facilmente contro Leon Ruff. Nella puntata di NXT del 13 maggio, Scarlett e Karrion Kross dicono di non essere qui per sconvolgere il sistema o per salvare qualcuno, sono puro intrattenimento e Tommaso Ciampa è stato il primo ad avere un assaggio di ciò che aspetta a tutti, la prossima preda deve fare attenzione. Nella puntata di NXT del 20 maggio, Scarlett accompagna Karrion Kross nel suo match vinto contro Liam Gray; nel post match arriva Tommaso Ciampa, che si presenta ufficialmente a Kross e gli dà il benvenuto nella sua casa, capisce perché lo ha attaccato alle spalle, era un modo per compiere un forte impatto ed è riuscito nell'intento, in un certo senso lo rispetta, presentarsi così in un roster pieno di fenomeni è una cosa speciale, Tommaso dice che c’è anche un'altra cosa speciale qui e vuole dare a Kross l'occasione di poterlo scoprire ad NXT TakeOver: In Your House 2020, Kross lo fissa senza dire nulla e Ciampa se ne va, mentre Scarlett ride contenta. Nella puntata di NXT del 27 maggio, Scarlett si presenta a bordo ring durante il match vinto velocemente da Tommaso Ciampa contro Leon Ruff; dopo l'incontro Scarlett se ne va, ma sullo schermo appare un messaggio di Karrion Kross che si complimenta con Ciampa, dicendogli che è speciale e anche ad In Your House sarà qualcosa di speciale, perché gli farà provare qualcosa di mai provato in vita sua. Nella puntata di NXT del 3 giugno, Scarlett accompagna Karrior Kross che attacca brutalmente Bronson Reed dopo la sua sconfitta, mandando un messaggio a Tommaso Ciampa, promettendogli un incontro speciale. Il 7 giugno, al ppv, Scarlett accompagna Karrion Kross nel suo match vinto contro Tommaso Ciampa, dove dimostra la sua superiorità sconfiggendolo per decisione arbitrale dopo aver dominato l'incontro.
Nella puntata di NXT del 10 giugno, Scarlett si presenta sullo stage dopo la vittoria di Adam Cole, si avvicina al ring e lascia davanti a Cole una clessidra e la capovolge, il tempo comincia a scorrere e Scarlett se ne va nell'ombra, lanciando un messaggio all'NXT Champion che Karrion Kross vuole la cintura. Nella puntata di NXT del 17 giugno, Scarlett cammina nel backstage dove si avvicina alla classidra distrutta da Adam Cole, mentre Karrion Kross la calpesta. Nella puntata di NXT del 24 giugno, Scarlett accompagna Karrion Kross nel suo match vinto contro Bronson Reed. Nella puntata di NXT: The Great American Bash del 1º luglio, Scarlett si avvicina a Karrion Kross leggendo i tarocchi davanti a un pentacolo, dicendo che presto il brand verrà martoriato dalla sofferenza. Nella puntata di NXT: The Great American Bash dell'8 luglio, Scarlett e Karrion Kross assistono alla vittoria di Keith Lee contro Adam Cole, conquistando dunque l'NXT Championship oltre ad essere già il detentore dell'NXT North American Championship, diventando doppio campione del roster, mentre Karrion fa capire bene le sue intenzioni su chi ha puntato gli occhi. Nella puntata di NXT del 15 luglio, Scarlett si presenta sullo stage con una sacca dopo la doppia difesa titolata di Keith Lee ai danni del suo amico Dominik Dijakovic, si avvicina al ring e svuota il contenuto, la clessidra distrutta da Adam Cole qualche settimana fa, sorridendo e andandose, specificando che il tempo è finito e Karrion Kross farà presto la sua mossa. Nella puntata di NXT del 22 luglio, Scarlett accompagna Karrion Kross nel suo match vinto per decisione arbitrale contro Dominik Dijakovic, dopo uno scontro fisico fra i due avvenuto sette giorni prima, mentre Keith Lee arriva verso la fine dell'incontro per supportare il suo amico e sincerarsi delle sue condizioni, mentre Karrion guarda il campione con aria di sfida. Nella puntata di NXT del 29 luglio, Scarlett appare sullo stage dopo un promo di Keith Lee e gli mostra sullo schermo un messaggio da parte di Karrion Kross, il quale lo critica dicendo che genere di amico sia uno che sta a guardare mentre Dominik Dijakovic stava soffrendo per i suoi attacchi, adesso deve convivere con questo rimorso, ma a questo punto gli propone due scelte, la prima è quella facile ed è di concedergli una possibilità all'NXT Championship, la seconda è quella complicata e deve aspettarsi di tutto perché prima o poi tutti soffriranno, Lee risponde che gli può nominare dove e quando e sarà pronto a pestarlo, Scarlett ascolta le sue parole e se ne ritorna nel backstage. Nella puntata di NXT del 12 agosto, Scarlett accompagna Karrion Kross nel suo incontro vinto con Danny Burch, mentre nel post match arriva Keith Lee che porta con sé un contratto che implica ai due di non scontrarsi prima del loro scontro a NXT TakeOver: XXX, la coppia lo firma e quando Lee apre la cartella viene accecato da una palla di fuoco, venendo così soccorso dai medici.
Il 5 novembre 2021 fu licenziata insieme a numerosi altri colleghi.

### Ritorno in WWE (2022–2025)
Ritornò in WWE al fianco di Karrion Kross nella puntata di SmackDown del 5 agosto dove questi attaccò alle spalle Drew McIntyre e osservò minaccioso Roman Reigns. Nei mesi seguenti Scarlett ha avuto un ruolo principalmente come manager di Kross. La lottatrice di Chicago prese parte a molti incontri non televisivi e solo in due occasioni prese parte a un match a SmackDown. Il primo contro Emma e Madcap Moss e il secondo contro AJ Styles e Michin, sempre con Kross al suo fianco. 
Durante la seconda notte del Draft del 2024, Scarlett e Kross passano a Raw.  

## Personaggio

### Mosse finali
- Back to belly piledriver

### Soprannomi
- "Perfect Ten"
- "Smoke Show"

## Titoli e riconoscimenti
- Dramatic Dream Team
  - DDT Ironman Heavymetalweight Championship (1)
- East Coast Wrestling Association
  - ECWA Women's Championship (1)
- Maryland Championship Wrestling
  - MCW Rage Television Championship (1)
- Pro Wrestling After Dark
  - PWAD Women's Championship (1)
- Pro Wrestling Illustrated
  - 89ª tra le 100 migliori wrestler femminili nella PWI Women's 100 (2019)